# Tabanus ricardae
Tabanus ricardae är en tvåvingeart som beskrevs av Surcouf 1906. Tabanus ricardae ingår i släktet Tabanus och familjen bromsar. Inga underarter finns listade i Catalogue of Life.